# Pidruddea, Ovruci
Pidruddea (în ucraineană Підруддя) este localitatea de reședință a comunei Pidruddea din raionul Ovruci, regiunea Jîtomîr, Ucraina.

## Demografie
Componența lingvistică a localității Pidruddea
     Ucraineană (93,64%)
     Rusă (3,94%)
     Belarusă (1,91%)
     Alte limbi (0,25%)
Conform recensământului din 2001, majoritatea populației localității Pidruddea era vorbitoare de ucraineană (93,64%), existând în minoritate și vorbitori de rusă (3,94%) și belarusă (1,91%).